# منطقه آی‌مین
منطقه آی‌مین (به چینی: 爱民区) یک منطقه در شهر مودان‌جیانگ، استان هئی‌لونگ‌جیانگ چین است.
مناطق شهریِ اصلیِ مرکز «شهر در سطح ولایت» مودان‌جیانگ متشکل از ۴ منطقه می‌باشد. این منطقه، یکی  از این مناطق چهارگانه را تشکیل می‌دهند. نواحی شرقی شهر (در شمال رودخانهٔ مودان)، در حوزهٔ منطقه یانگ‌مینگ، غرب شهر (در شمال رودخانه)، در حوزهٔ منطقه شی‌آن،‌ مرکز شهر (در شمال رودخانه) و نواحی جنوب رودخانه در حوزهٔ منطقه دونگ‌آن، و نواحی شمالی شهر در حوزهٔ منطقه آی‌مین قرار دارند. 

## خصوصیات
منطقه آی‌مین ۴۳۶٫۷۱ کیلومترمربع مساحت و ۲۷۵٬۴۳۶ نفر جمعیت دارد و ۲۴۴ متر بالاتر از سطح دریا واقع شده‌است.

## تقسیمات اداری
منطقه آی‌مین به ۷ ناحیه و ۱ شهرک تابعه تقسیم شده است. 
- ناحیه بئی‌شان (北山街道، Běishān jiēdào)
- ناحیه تیه‌بئی (铁北街道، Tiěběi jiēdào)
- ناحیه داچینگ (大庆街道، Dàqìng jiēdào)
- ناحیه شیانگ‌یانگ (向阳街道، Xiàngyáng jiēdào)
- ناحیه شینگ‌پینگ (兴平街道، Xìngpíng jiēdào)
- ناحیه شین‌هوا (新华街道، Xīnhuá jiēdào)
- ناحیه هوانگ‌هوا (黄花街道، Huánghuā jiēdào)

- شهرک سان‌داوگوان (三道关镇، Sāndàoguān zhèn)